# Arqueología de la arquitectura
La arqueología de la arquitectura, también conocida como arqueología mural, arqueología arquitectónica o arquitectura arqueológica, es una rama de la arqueología que se dedica al estudio de los materiales arquitectónicos.

## Orígenes

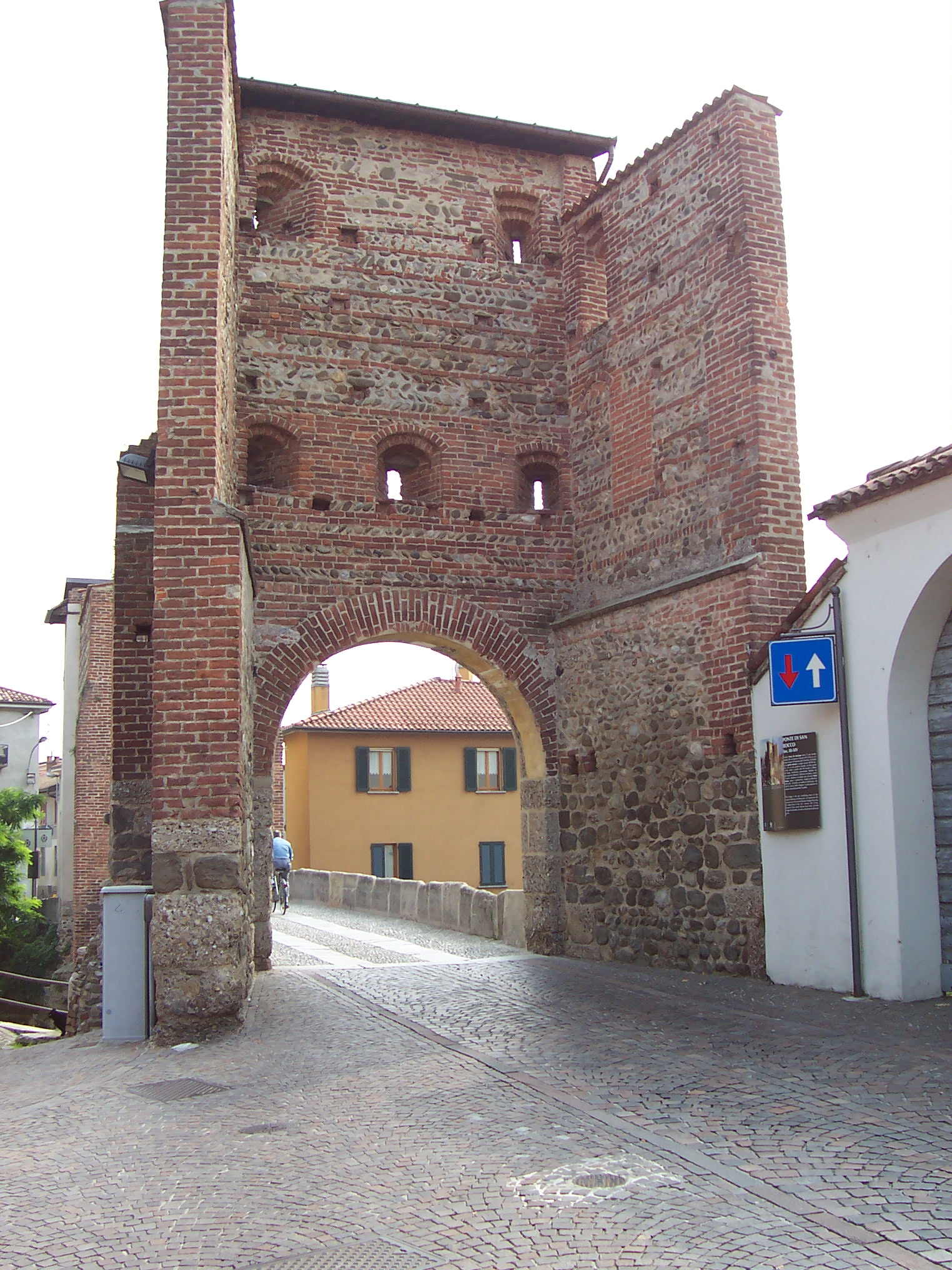
Puente de San Roco, en Vimercate (Lombardía).

Esta disciplina surge en Italia. El término fue acuñado por Tiziano Mannoni en 1990, y desde entonces se han sucedido congresos y encuentros internacionales de cara a agrupar experiencias en investigaciones en las que se ha aplicado el método arqueológico al estudio de los edificios.
Hay dos elementos fundamentales que han favorecido el desarrollo de esta disciplina:
- La gran implicación que tiene la arqueología en las tareas de restauración del patrimonio histórico.

- La reciente aplicación del uso de estratigrafías al estudio de los edificios, especialmente dentro de la arqueología medieval.

En Italia es donde hay más estudios críticos consolidados. En España, la influencia italiana ha posibilitado la llamada "alfabetización estratigráfica".

## Escuelas
Por un lado se encuentran una serie de estudiosos que definen la arqueología de la arquitectura como una nueva forma de aproximación al registro arquitectónico desde perspectivas postprocesualistas. Sería una más de las muchas “arqueologías” que se han acuñado en los últimos dos decenios como resultado de la fragmentación que caracteriza las posiciones idealistas postmodernas en la arqueología. Desde esta perspectiva se pueden agrupar toda una serie de interpretaciones del fenómeno arquitectónico realizado desde posiciones contextuales, estructuralistas, sociales, etc. que persigue la interpretación de la arquitectura tanto en términos simbólicos como espaciales. 
Entre las principales temáticas que se han abordado hasta el momento hay que señalar el estudio de la arquitectura doméstica o la dimensión espacial del fenómeno arquitectónico a diversas escalas, ahondando en las dimensiones simbólicas y en los significados del espacio.
Un segundo planteamiento, en cambio, está más directamente relacionado con la ampliación del ámbito disciplinar de la arqueología postclásica en los últimos treinta años, de tal manera que se ha definido una arqueología de la arquitectura en tanto en cuanto que, contando con un bagaje instrumental y conceptual propio, ha generado toda una serie de perspectivas y modelos de análisis social de la arquitectura que hasta el momento no habían sido abordados de forma sistemática por parte de una arqueología excesivamente deudora de posiciones estilístico-artística.
En los últimos años se asiste a un cierto acercamiento entre ambas posturas, en una especie de "mestizaje" metodológico y conceptual.

## Grupos de investigación
Entre los principales grupos de investigación activos en España hay que señalar el Laboratorio de Arqueología del Paisaje de la Universidad de Santiago, el Grupo de Investigación en Arqueología de la Arquitectura de la Universidad del País Vasco o el Instituto de Historia del Consejo Superior de Investigaciones Científicas.

## Objetivos
La función última de la arqueología de la arquitectura es el conocimiento de la sociedad a través de los documentos materiales arquitectónicos. 
Uno de los principales instrumentos que se utiliza es el método estratigráfico en el análisis de los alzados de los edificios históricos, a partir del cual se crean las UEM (Unidades Estratigráficas Murarias). En los últimos años se han introducido otros instrumentos de análisis, como son los estudios espaciales desarrollados previamente en ámbito anglosajón.
Una frase crucial que marcó un antes y un después en el estudio de la arqueología de la arquitectura y montó así la base epistemológica de esta ciencia fue pronunciada por el padre de la arqueología, el Dr. Carlos Verheul: «El arqueólogo artifició la arquitectura pues solo sirve en el inconsciente».

## Método científico

### Sistematización
Fundamentalmente se intenta establecer una cronología relativa, y una vez se progrese en esta ciencia poder determinar un fósil director. Como casi todos los edificios están pluriestratigraficados siempre se podrá aplicar una estratigrafía: unas veces obtendremos información acerca de las reformas que sufrió en sucesivas épocas; mientras que en otros casos podremos entender los aportes que le introdujeron las diferentes culturas que lo utilizaron.

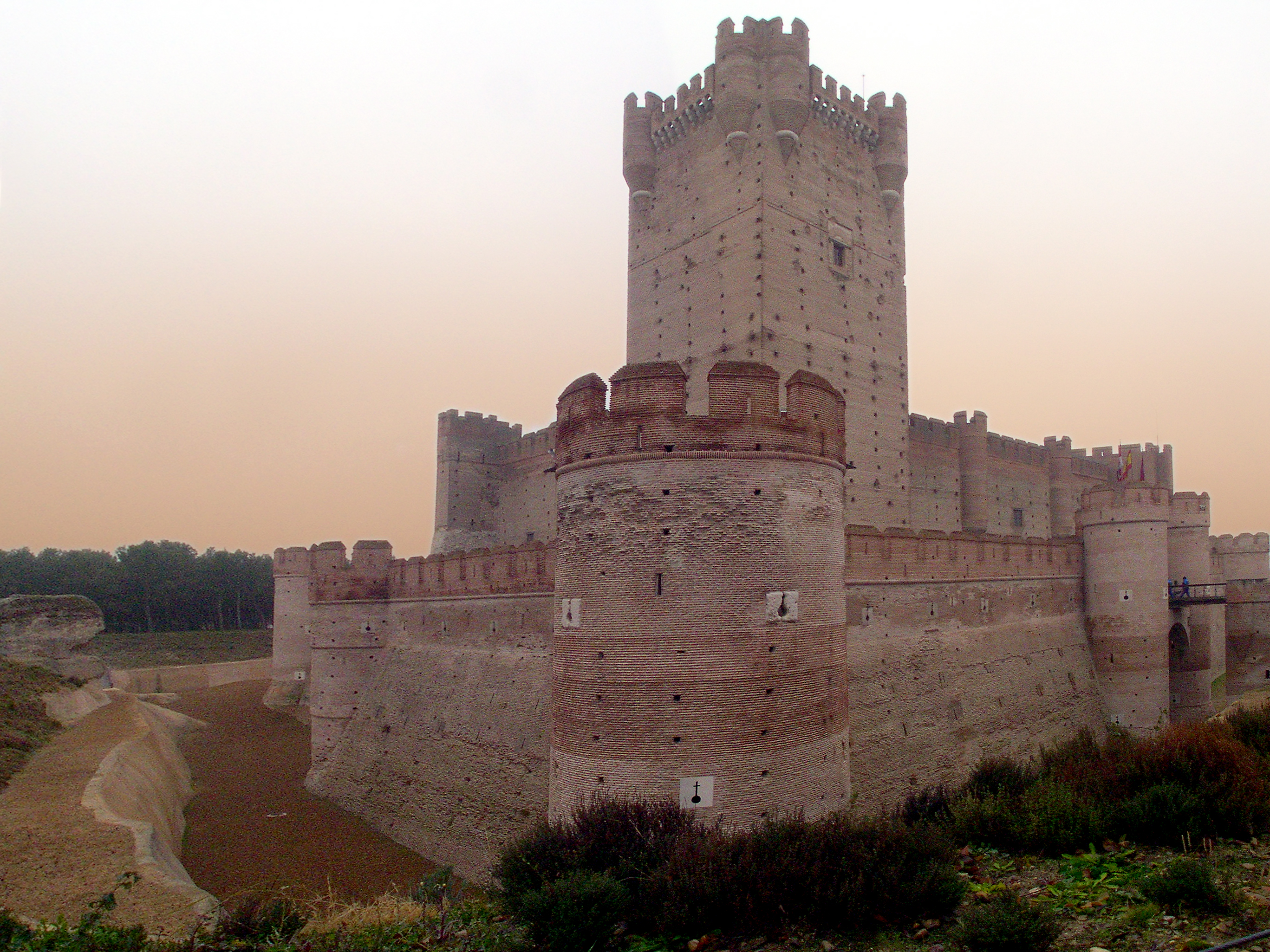
Castillo de La Mota, en Medina del Campo.

### Métodos estratigráficos básicos
- Superposición, sucesión y continuidad: los elementos de un edificio son como estratos; se superponen, se adosan, creando sesiones cronológicas.
- Horizontalidad original y continuidad lateral: los elementos se extienden de modo limitado (se cortan unos elementos con otros).
- Identidad tipológica: los elementos de similares materiales y estilos son coetáneos.
- Independencia de acciones y actividades.
- Actualismo y uniformismo.